# Presidenza di James Madison
(J. Madison.)
La presidenza di James Madison ebbe inizio il 4 marzo 1809 con la cerimonia d'insediamento del presidente degli Stati Uniti d'America e terminò il 4 marzo 1817. Madison assunse l'incarico di quarto presidente degli Stati Uniti dopo aver battuto il suo avversario Charles Cotesworth Pinckney alle elezioni presidenziali del 1808.
Fu rieletto quattro anni dopo, sconfiggendo DeWitt Clinton alle elezioni presidenziali del 1812.
La sua presidenza fu dominata quasi interamente dalla guerra anglo-americana. Gli succedette il segretario di Stato James Monroe, un membro del Partito Democratico-Repubblicano.

## Amministrazione

### Gabinetto ministeriale
Partiti politici
  Democratico-Repubblicano
  Federalista
  Indipendente
| Dipartimento | Incarico                       | Ritratto                   | Ritratto                        | Nome                   | Mandato           | Mandato         |
| Dipartimento | Incarico                       | Ritratto                   | Ritratto                        | Nome                   | Inizio            | Termine         |
| ------------ | ------------------------------ | -------------------------- | ------------------------------- | ---------------------- | ----------------- | --------------- |
|              | Presidente                     |                            |                                 | James Madison          | 4 marzo 1809      | 4 marzo 1817    |
|              | Vicepresidente                 |                            |                                 | George Clinton         | 4 marzo 1809      | 20 aprile 1812  |
|              | Vicepresidente                 |                            | Elbridge Gerry                  | 4 marzo 1813           | 23 novembre 1814  |                 |
|              |                                |                            |                                 |                        |                   |                 |
|              | Segretario di Stato            |                            |                                 | Robert Smith           | 6 marzo 1809      | 1º aprile 1811  |
|              | Segretario di Stato            |                            | James Monroe                    | 6 aprile 1811          | 4 marzo 1817      |                 |
|              | Segretario al tesoro           |                            |                                 | Albert Gallatin        | 4 marzo 1809      | 8 febbraio 1814 |
|              |                                | George Washington Campbell | 9 febbraio 1814                 | 5 ottobre 1814         |                   |                 |
|              |                                | Alexander James Dallas     | 6 ottobre 1814                  | 21 ottobre 1816        |                   |                 |
|              |                                | William Harris Crawford    | 22 ottobre 1816                 | 4 marzo 1817           |                   |                 |
|              | Segretario alla Guerra         |                            |                                 | William Eustis         | 7 marzo 1809      | 13 gennaio 1813 |
|              | Segretario alla Guerra         |                            | John Armstrong Junior           | 13 gennaio 1813        | 27 settembre 1814 |                 |
|              | Segretario alla Guerra         |                            | James Monroe                    | 27 settembre 1814      | 2 marzo 1815      |                 |
|              | Segretario alla Guerra         |                            | William Harris Crawford         | 1º agosto 1815         | 22 ottobre 1816   |                 |
|              | Segretario alla Guerra         | ***                        | George Graham                   | 22 ottobre 1816        | 4 marzo 1817      |                 |
|              | Procuratore generale           |                            |                                 | Caesar Augustus Rodney | 4 marzo 1809      | 5 dicembre 1811 |
|              | Procuratore generale           |                            | William Pinkney                 | 11 dicembre 1811       | 9 febbraio 1814   |                 |
|              | Procuratore generale           |                            | Richard Rush                    | 10 febbraio 1814       | 4 marzo 1817      |                 |
|              | Direttore generale delle poste |                            |                                 | Gideon Granger         | 4 marzo 1809      | 17 marzo 1814   |
|              | Direttore generale delle poste |                            | Return Jonathan Meigs           | 17 marzo 1814          | 4 marzo 1817      |                 |
|              | Segretario alla Marina         |                            |                                 | Paul Hamilton          | 15 maggio 1809    | 1º gennaio 1813 |
|              | Segretario alla Marina         |                            | William Jones                   | 19 gennaio 1813        | 1º dicembre 1814  |                 |
|              | Segretario alla Marina         |                            | Benjamin Williams Crowninshield | 16 gennaio 1815        | 4 marzo 1817      |                 |

### Sondaggi e riferimenti
- Adams, Henry. History of the United States during the Administrations of James Madison (5 vol 1890–1891; 2 vol Library of America, 1986). ISBN 0-940450-35-6 Table of contents
  - Wills, Garry. Henry Adams and the Making of America. (2005); a retelling of Adams' history
- Buel Jr, Richard, and Jeffers Lennox. Historical dictionary of the early American republic (2nd ed. 2016). excerpt
- Channing, Edward. A history of the United States: volume IV: Federalists and Republicans 1789-1815 (1917) pp. 402–566 online; Old, highly detailed narrative
- DeConde, Alexander. A History of American Foreign Policy (1963) online edition Archiviato il 4 giugno 2011 in Internet Archive. pp. 97–125
- Ketcham, Ralph. "James Madison" in Henry Graff, ed. The Presidents: A Reference History (3rd ed. 2002) online
- Rutland, Robert A. ed. James Madison and the American Nation, 1751–1836: An Encyclopedia (Simon & Schuster, 1994).
- Schouler, James. History of the United States of America Under the Constitution: vol 2 1801-1817 (2nd ed. 1894) pp. 310–517; old detailed narrative; complete text online
- Smelser, Marshall. The Democratic Republic, 1801 1815 (1969) in The New American Nation Series.

### Biografie
- Brant, James. James Madison: The President, 1809–1812 (1956)
- Brant, James. James Madison: Commander in Chief, 1812-1836 (1956)
- Irving Brant, The Fourth President; a Life of James Madison, Easton Press, 1970. Single volume condensation of his 6-vol biography
- Broadwater, Jeff. James Madison: A Son of Virginia and a Founder of a Nation. (U of North Carolina Press, 2012).
- Chadwick, Bruce. James and Dolley Madison: America's First Power Couple (Prometheus Books; 2014) 450 pages; detailed popular history
- Howard, Hugh. Mr. and Mrs. Madison's War: America's First Couple and the War of 1812 (Bloomsbury, 2014).
- Ketcham, Ralph. James Madison: A Biography (1971), 755pp; excerpt
- Rutland, Robert A. James Madison: The Founding Father. New York: Macmillan Publishing Co., 1987. ISBN 978-0-02-927601-3.
- Skeen, Carl Edward. "Mr. Madison's Secretary of War." Pennsylvania Magazine 100 (1976): 336-55. on John Armstrong, Jr.
- Skeen, C. Edward. John Armstrong, Jr., 1758-1843: A Biography (1981), Scholarly biography of the Secretary of War.
- Walters, Raymond. Albert Gallatin: Jeffersonian Financier and Diplomat (1957).

### Studi accademici
- Banner, Jr., James M., Responses of the Presidents to Charges of Misconduct, a cura di C. Vann Woodward, 1974, ISBN 0-440-05923-2.
- Belko, William S. "The Origins of the Monroe Doctrine Revisited: The Madison Administration, the West Florida Revolt, and the No Transfer Policy."  Florida Historical Quarterly 90.2 (2011): 157-192. in JSTOR
- Bickham, Troy. The Weight of Vengeance: The United States, the British Empire, and the War of 1812 (Oxford UP, 2012).
- Broadwater, Jeff. "James Madison, the War of 1812 and the Paradox of a Republican Presidency." Maryland Historical Magazine, 109#4 (2014): 428-51.
- Buel, Richard. America on the Brink: How the Political Struggle Over the War of 1812 Almost Destroyed the Young Republic (2015).
- Fitz, Caitlin A. "The Hemispheric Dimensions of Early US Nationalism: The War of 1812, Its Aftermath, and Spanish American Independence." Journal of American History 102.2 (2015): 356-379.
- Gates, Charles M. "The West in American Diplomacy, 1812-1815." Mississippi Valley Historical Review 26.4 (1940): 499-510. in JSTOR
- Hatzenbuehler, Ronald L. "Party Unity and the Decision for War in the House of Representatives, 1812." William and Mary Quarterly  (1972) 29#3: 367-390. in JSTOR
- Hatzenbuehler, Ronald L., and Robert L. Ivie. "Justifying the War of 1812: Toward a Model of Congressional Behavior in Early War Crises." Social Science History 4.4 (1980): 453-477.
- Hill, Peter P. Napoleon's Troublesome Americans: Franco-American Relations, 1804-1815 (Potomac Books, Inc., 2005).
- Kaplan, L. S.  "France and Madison's decision for war, 1812." Mississippi Valley Historical Review (1964) 50: 652–671.
- Kleinerman, Benjamin A. "The Constitutional Ambitions of James Madison's Presidency." Presidential Studies Quarterly 44.1 (2014): 6-26.
- Leiner, Frederick C. The end of Barbary terror: America's 1815 war against the pirates of North Africa (Oxford UP, 2006).
- Nester, William R. Titan: The Art of British Power in the Age of Revolution and Napoleon (U of Oklahoma Press, 2016).
- Pancake, John S. "The 'Invisibles': A Chapter in the Opposition to President Madison." Journal of Southern History 21.1 (1955): 17-37. in JSTOR
- Perkins, Bradford. Prologue to War: England and the United States, 1805-1812 (U of California Press, 1961). full text online free
- Perkins, Bradford. Castlereagh and Adams: England and the United States, 1812-1823 (U of California Press, 1964).
- Risjord, Norman K. "1812: Conservatives, War Hawks and the Nation's Honor." William and Mary Quarterly (1961) 18#2: 196-210. in JSTOR
- Siemers, David J. "Theories about Theory: Theory‐Based Claims about Presidential Performance from the Case of James Madison." Presidential Studies Quarterly 38.1 (2008): 78-95.
- Siemers, David J. "President James Madison and Foreign Affairs, 1809–1817: Years of Principle and Peril." in Stuart Leibiger ed., A Companion to James Madison and James Monroe (2012): 207-223.
- Snow, Peter. When Britain Burned the White House: The 1814 Invasion of Washington (2014).
- Stagg, John C. A. Mr. Madison's War: Politics, Diplomacy, and Warfare in the Early American Republic, 1783-1830 (1983).
- Stagg, J.C.A. The War of 1812: Conflict for a Continent (Cambridge UP, 2012) short survey.
- Stagg, John C. A. "James Madison and the 'Malcontents': The Political Origins of the War of 1812," William and Mary Quarterly 33#4 (1976), pp. 557–85. in JSTOR
- Stagg, John C. A. "James Madison and the Coercion of Great Britain: Canada, the West Indies, and the War of 1812," in William and Mary Quarterly 38#1 (1981), 3–34. in JSTOR
- Stagg, John C. A. Mr. Madison's War: Politics, Diplomacy, and Warfare in the Early American republic, 1783–1830. (Princeton UP, 1983).
- Stagg, John C. A. Borderlines in Borderlands: James Madison and the Spanish-American Frontier, 1776–1821 (2009)
- Stuart, Reginald C. Civil-military Relations During the War of 1812 (ABC-CLIO, 2009).
- Sugden, John. "The Southern Indians in the War of 1812: The Closing Phase." Florida Historical Quarterly 60.3 (1982): 273—312.
- Trautsch, Jasper M. "' Mr. Madison's War' or the Dynamic of Early American Nationalism?." Early American Studies: An Interdisciplinary Journal 10.3 (2012): 630-670. online
- White, Leonard D. The Jeffersonians: A Study in Administrative History, 1801–1829 (1951), explains the operation and organization of federal administration
- Zinman, Donald A. "The Heir Apparent Presidency of James Madison." Presidential Studies Quarterly 41.4 (2011): 712-726.

### Storiografia
- Leibiger, Stuart, ed. A Companion to James Madison and James Monroe (2012) excerpt
  - Haworth, Peter Daniel. "James Madison and James Monroe Historiography: A Tale of Two Divergent Bodies of Scholarship." in A Companion to James Madison and James Monroe (2013): 521-539.
- Trautsch, Jasper M. "The causes of the War of 1812: 200 years of debate." Journal of Military History 77.1 (2013): 275-93. online

### Fonti primarie
- James Madison, Letters & Other Writings Of James Madison Fourth President Of The United States, called the Congress edition, J.B. Lippincott & Co, 1865.
- James Madison, The Writings of James Madison, a cura di Gaillard Hunt, ed., G. P. Putnam's Sons, 1900–1910.
- Madison, James. The papers of James Madison. Presidential series; 1. 1 March-30 September 1809. Ed. Robert A. Rutland. University Press of Virginia, 1984. review of vol 6
  - series in  James Madison, The Papers of James Madison, a cura di William T. Hutchinson et al., eds., 30 volumes published and more planned, Univ. of Chicago Press, 1962 (archiviato dall'url originale il 13 ottobre 2011).
- James Madison, The Republic of Letters: The Correspondence Between Thomas Jefferson and James Madison, 1776–1826, a cura di James M. Smith, ed., W.W. Norton, 1995, ISBN 0-393-03691-X.
- James Madison, James Madison, Writings, a cura di Jack N. Rakove ed., Library of America, 1999, ISBN 1-883011-66-3.
- Richardson, James D. ed. A Compilation of the Messages and Papers of the Presidents (1897), reprints his major messages and reports.